# Старошведская волость
Старошведская волость — административно-территориальная единица Херсонского уезда Херсонской губернии.
По состоянию на 1886 год состояла из 5 поселений, 5 сельских общин. Население 2776 человек (1423 мужского пола и 1353 женского), 260 дворовых хозяйств.
|                        | Площадь, десятин | В том числе пахотной, дес. |
| ---------------------- | ---------------- | -------------------------- |
| Сельских общин         | 10 977           | 4887                       |
| Частной собственности  | -                | -                          |
| Казённой собственности | 2070             | -                          |
| Другой собственности   | 123              | 120                        |
| Всего                  | 13 170           | 5007                       |

Поселения волости:
- Старошведская — колония немцев при реке Днепр в 81 версте от уездного города, 515 человек, 65 дворов, лютеранская церковь, школа.
- Клостендорф (Костырка) — колония немцев при реке Днепр, 773 человека, 52 двора, католическая церковь, школа, лавка.
- Мильгаузендорф — колония немцев при реке Космар и Днепровском лимане, 489 человек, 47 дворов, лютеранский молитвенный дом, лавка.
- Ново-Берислав — колония евреев при реке Космар и Днепровском лимане, 525 человек, 50 дворов, синагога, школа, баня.
- Шлянгендорф (Гадюча) — колония немцев при реке Космар и Днепровском лимане, 474 человека, 46 дворов, лютеранский молитвенный дом, школа.